# Hermann von Buchka
Hermann Friedrich Ludwig Rudolf Buchka, seit 1891 von Buchka (* 19. Juni 1821 in  Schwanbeck ; † 15. Juni 1896 in Schwerin) war ein deutscher Jurist und Beamter. Er arbeitete im mecklenburgischen Staatsdienst, unter anderem als Richter am Oberappellationsgericht Rostock. Zuletzt stand er als Staatsrat dem Justizministerium von Mecklenburg-Schwerin vor. Er veröffentlichte einige juristische Schriften und lehrte als Privatdozent an der Universität Rostock. Eines seiner Kinder war der Jurist und Politiker Gerhard von Buchka.

## Herkunft
Hermann (von) Buchka war der jüngste Sohn des Pastors Gottlieb Buchka (1788–1863) und dessen Frau Luise, geborene Hansen (1797–1876). Von seinen zwei Brüdern wurde Carl (1816–1854) Bürgermeister von Lübz und Heinrich (1818–1885) Landwirt. Seine Schwester Luise (1820–1907) heiratete den Leutnant Karl Ferdinand Moritz von Fuchs (1820–1846).

## Leben und Wirken
Seine höhere Schulausbildung begann am Gymnasium in Friedland, dann wechselte er an das Gymnasium zum Grauen Kloster in Berlin, wo er 1837 das Abitur ablegte. Noch im gleichen Jahr begann er ein Studium der Rechtswissenschaften in Göttingen, Berlin und Heidelberg. 1841 wurde er mit der überarbeiteten Preisschrift Der unvordenkliche Besitz des gemeinen deutschen Civilrechts in Heidelberg promoviert. Im Anschluss war er einige Monate als Amtsauditor am Stadtgericht Güstrow tätig, bevor er im April 1842 sein Auditoratsexamen in Rostock ablegte. Danach arbeitete er als Amtsauditor ohne Stimmrecht beim Amt Toitenwinkel.
Im Februar 1843 bestand Buchka die Richterprüfung. Im gleichen Jahr habilitierte er sich mit der Schrift De pignore nominis an der Juristischen Fakultät der Universität Rostock. Anschließend war er dort vier Jahre als Privatdozent tätig. Beginnend mit dem Wintersemester 1843/44 hielt er unter anderem Vorlesungen über den „Gemeinen deutschen Zivilprozess“. Sie waren jedoch nicht gut besucht. Als sich Buchka 1851 auf den Lehrstuhl für römisches und bürgerliches Recht an der Universität Rostock bewarb, wurde er unter anderem aus diesem Grund abgelehnt. Seine Vorlesungen hätten mitunter nur vier Zuhörer gehabt, seinem Vortrag fehle die „anregende Frische“, so die Begründung der Juristischen Fakultät.
1847 absolvierte Buchka das Justizratsexamen und wurde Justizrat bei der mecklenburg-strelitzschen Justizkanzlei sowie Konsistorialrat beim Konsistorium in Neustrelitz. Diese Ämter übte er bis 1852 aus, mit einer Unterbrechung 1848/1849, während der er übergangsweise einen Sitz mit Stimme im Regierungskollegium von Mecklenburg-Strelitz übernahm, den er jedoch auf eigenen Wunsch nach einem Jahr wieder abgab.
1852 begann Buchka als Hilfsarbeiter mit entscheidender Stimme am Großherzoglich Mecklenburgischen Oberappellationsgericht Rostock zu arbeiten. Im Jahr darauf wurde er dort Oberappellationsgerichtsrat. Dieses Amt übte er bis 1866 aus. Gemeinsam mit dem Juristen Johann Friedrich Budde veröffentlichte er ab 1855 ein mehrbändiges Werk über Entscheidungen des Oberappellationsgerichts. 
Am 2. Januar 1866 wurde Buchka vom Großherzog Friedrich Franz II. zum Staatsrat ernannt und übernahm den Vorstand des mecklenburg-schwerinischen Justizministeriums mit den zugeordneten Abteilungen für geistliche, Unterrichts- und Medizinalangelegenheiten. Damit trat er die Nachfolge von Wilhelm von Schröter an. Während Buchkas Amtszeit wurden unter anderem die neuen Reichsgesetze in Mecklenburg eingeführt und die Gerichtsorganisation in Mecklenburg-Schwerin neu strukturiert. Für seine Verdienste zeichnete der Großherzog Buchka mehrfach aus. Unter anderem verlieh er ihm 1880 das heimgefallene ritterschaftliche Lehngut Wietow bei Wismar. Es wurde kurz darauf in ein Allodialgut umgewandelt und im Juni 1896 von Buchka verkauft.
Nach dem Tod von Henning von Bassewitz übernahm Buchka von Dezember 1885 bis Juni 1886 kommissarisch das Amt des Präsidenten des Staatsministeriums von Mecklenburg-Schwerin und des Vorstandes der Ministerien für auswärtige Angelegenheiten und Angelegenheiten des Großherzoglichen Hauses. 
Zu seinem 25-jährigen Jubiläum als Staatsrat und Minister wurde er am 2. Januar 1891 vom Großherzog Friedrich Franz III. in den erblichen Adelsstand erhoben. Am 31. März 1893 ging er aus gesundheitlichen Gründen auf eigenen Wunsch in den Ruhestand. Er verbrachte seine letzten Lebensjahre in Schwerin und starb kurz vor seinem 75. Geburtstag an Arterienverkalkung.
Hermann von Buchka war seit 1848 mit Elisabeth (1829–1884), Tochter des Offiziers und Gutsbesitzers Karl Heinrich von Stein und Schwester von Heinrich von Stein, verheiratet. Aus der Ehe gingen zehn Kinder hervor. Drei der Söhne studierten Jura in Rostock. Zu ihnen gehörte der Richter und Reichstagsabgeordnete Gerhard von Buchka, der Kaiserliche Wirkliche Geheime Oberregierungsrat und Vortragende Rat im Reichsschatzamt Karl von Buchka (1856–1917) sowie der Strelitzer Landgerichtspräsident Johannes von Buchka (1865–1938).
Der Nachlass der Familie Buchka, zu dem unter anderem persönliche Unterlagen, Briefe und Zeugnisse von Hermann von Buchka gehören, befindet sich im Archiv der Universität Rostock. Er wurde 2005 von Hans-Joachim von Buchka, dem damaligen Kanzler der Bergischen Universität in Wuppertal und Ururenkel von Hermann von Buchka, der Universität übergeben.

## Auszeichnungen
- 1867: Großkomtur des Hausordens der Wendischen Krone
- 1877: Prädikat Exzellenz
- 1879: Büste des Großherzogs in Bronze
- 1882: Großkreuz mit der Krone in Gold des Hausordens der Wendischen Krone
- 1890: Ehrendoktorwürde der Medizinischen Fakultät der Universität Rostock
- 1891: russischer Sankt-Stanislaus-Orden I. Klasse
- 1891: Sachsen-weimarischer Falkenorden I. Klasse
- 1891: reußisches Ehrenkreuz I. Klasse mit Krone
- 1891: Ehrendoktorwürde der Theologischen Fakultät der Universität Rostock
- 1893: Titel Wirklicher Geheimer Rat

## Schriften (Auswahl)
- De Pignore Nominis: Commentatio. Stiller, Rostock 1843. Online
- Die Lehre von der Stellvertretung bei Eingehung von Verträgen: historisch und dogmatisch dargestellt. Stiller, Rostock 1852. Online
- Die Lehre vom Einfluss des Processes auf das materielle Rechtsverhältnis. 2 Bände. Stiller, Rostock 1846–1847.
- Gedanken über die Reform des Mecklenburgischen Civil-Processes. G. Barnewitz, Neustrelitz 1848.
- mit Johann Friedrich Budde: Entscheidungen des Großherzoglich Mecklenburgischen Oberappellationsgerichts zu Rostock. 9 Bände, Hinstorff, Wismar 1855–1879.